# 萬裕科技
萬裕科技集團有限公司，簡稱萬裕科技集團，以及萬裕科技（英語：Man Yue Technology Holdings Limited，港交所：0894），在1979年由陳浩成及紀楚蓮創立一家電子變壓器公司，現時總裁為陳宇澄。業務為生產及銷售高科技電子元件，包括鋁電解電容器（「鋁電解電容器」）、傳導高分子鋁固態電容器（「高分子電容器」）及其他創新電子元件。
股份在1997年3月5日，在香港交易所主板上市，該公司前身為「萬裕國際集團有限公司」。總部位於香港柴灣嘉業街10號益高工業大廈16樓，至於廠房則位於中國東莞、無錫、江西、清遠及烏魯木齊。

## 連結
- ManYue.com